# بالما فيكيو
بالما فيكيو (بالإنجليزية: Palma Vecchio)‏ (و. 1480 – 1528 م) هو رسام ولد في Serina, Lombardy .
توفي في البندقية .

## أعمال بارزة
من أهم أعماله:
- The Adoration of the Spheperds with a Donor.

## روابط خارجية
- بالما فيكيو على موقع الموسوعة البريطانية (الإنجليزية)
- بالما فيكيو على موقع ميوزك برينز (الإنجليزية)
- بالما فيكيو على موقع إن إن دي بي (الإنجليزية)